# Organización territorial de la República Federativa Socialista de Yugoslavia
La organización territorial de la República Federativa Socialista de Yugoslavia (inicialmente conocida como República Democrática Federal de Yugoslavia entre 1943 y 1945, y como República Federal Popular de Yugoslavia entre 1945 y 1963) fue el sistema de demarcación territorial de dicho país. 
La República Federativa Socialista de Yugoslavia se dividió en seis repúblicas y dos provincias autónomas. La capital federal era Belgrado. Las repúblicas se dividían a su vez en ciudades y srezovi, estas últimas constituidas por varios municipios. En 1955, se abolieron las unidades de nivel srez, quedando únicamente las ciudades y los municipios. El sistema de demarcación territorial de Yugoslavia en base a grupos étnicos fue diseñado por Josip Broz Tito teniendo como modelo al sistema de demarcación territorial-étnica utilizado en la organización territorial de la Unión Soviética.

## Repúblicas
Las repúblicas socialistas (RS), denominadas como estados federados entre 1943 y 1945, y como repúblicas populares entre 1945 y 1963, eran las demarcaciones administrativo-territoriales de primer nivel en Yugoslavia, establecidas como seis estados federados destinados para cada uno de los grupos étnicos principales de Yugoslavia; los serbios, los croatas, los montenegrinos, los eslovenos, los bosníacos y los macedonios, estableciendo los derechos a estos de expresarse libremente en sus propios idiomas, así como de gozar y proteger su propio desarrollo cultural.  Además, según la Constitución, cada una de las repúblicas tenía su propia constitución, las cuales elaboraban de forma autónoma, aunque debían de estar en conformidad de la Constitución de la RFS de Yugoslavia.
Según la Constitución, el gobierno de la República Federativa Socialista de Yugoslavia era el encargado de proteger la seguridad, y el orden social y político de las repúblicas socialistas. Cada república yugoslava tenía libertad para organizar sus divisiones administrativas y territoriales mediante sus propias leyes, lo que les permitía establecer, fusionar o abolir unidades locales y regionales por decisión propia; además, si bien los límites entre cada una de las repúblicas socialistas sólo podían ser modificados por la Asamblea Popular de Yugoslavia, estos cambios en las demarcaciones territoriales debían contar con el consentimiento de la república constituyente en cuestión.
Cada una de las repúblicas socialistas de Yugoslavia tenía su propio gobierno regional, conformado por una Asamblea Popular como órgano legislativo; electa por un periodo de cuatro años, con potestades para crear leyes locales, y un Gobierno encabezado por un Presidente como poder ejecutivo. Además, cada república socialista estaba representada por 30 diputados en la Cámara de las Repúblicas de la Asamblea Federal de Yugoslavia.
A continuación se enlistan todas las repúblicas socialistas de Yugoslavia:
| Bandera | Escudo | Inicio | Fin  | Ubicación | Nombre                                       | Capital   | País actual          |
| ------- | ------ | ------ | ---- | --------- | -------------------------------------------- | --------- | -------------------- |
|         |        | 1943   | 1992 |           | República Socialista de Bosnia y Herzegovina | Sarajevo  | Bosnia y Herzegovina |
|         |        | 1943   | 1991 |           | República Socialista de Croacia              | Zagreb    | Croacia              |
|         |        | 1944   | 1991 |           | República Socialista de Macedonia            | Skopie    | Macedonia del Norte  |
|         |        | 1943   | 1992 |           | República Socialista de Montenegro           | Titogrado | Montenegro           |
|         |        | 1943   | 1992 |           | República Socialista de Serbia               | Belgrado  | Serbia               |
|         |        | 1944   | 1991 |           | República Socialista de Eslovenia            | Liubliana | Eslovenia            |

## Provincias autónomas
Dentro de la RS de Serbia existían las provincias autónomas socialistas, un tipo de entidad territorial adicional de segundo nivel, creadas para los grupos étnicos más minoritarios dentro de esta (albaneses en el caso de Kosovo, y húngaros, rumanos y eslovacos en el caso de Voivodina).
Cada una de las provincias autónomas socialistas de Yugoslavia tenía su propio gobierno regional, conformado por una Asamblea Popular como órgano legislativo; electa por un periodo de tres años, con potestades para crear leyes locales, y un Comité Ejecutivo como poder ejecutivo.  Además, cada provincia autónoma socialista estaba representada por 20 diputados en la Cámara de las Repúblicas de la Asamblea Federal de Yugoslavia.
A continuación se enlistan todas las provincias autónomas socialistas de Yugoslavia:
| Bandera | Escudo | Inicio | Fin  | Ubicación | Nombre                                            | Capital  | País actual |
| ------- | ------ | ------ | ---- | --------- | ------------------------------------------------- | -------- | ----------- |
|         |        | 1946   | 1974 |           | Provincia Autónoma Socialista de Kosovo y Metojia | Pristina | Serbia      |
|         |        | 1974   | 1992 |           | Provincia Autónoma Socialista de Kosovo           | Pristina | Serbia      |
|         |        | 1943   | 1991 |           | Provincia Autónoma Socialista de Voivodina        | Novi Sad | Serbia      |

## Distritos
Los distritos eran las subdivisiones de segundo y tercer nivel en las que se dividían las repúblicas y las provincias autónomas. Aunque la Constitución yugoslava de 1946 preveía explícitamente la existencia de distritos, su existencia ya fue cuestionada en la primera Ley General de Asambleas Populares del 21 de mayo de 1946, pues el artículo 9 de dicha ley establecía que las repúblicas más pequeñas no estaban obligadas a tener distritos. Posteriormente, las cuatro repúblicas que sí contaban con distritos decidieron abolirlos mediante leyes en 1947, incluida Serbia. Sin embargo, en cuanto se abolieron los distritos, su ausencia se hizo sentir. Por lo tanto, el 24 de marzo de 1949, el Presídium de la Asamblea Federal de Yugoslavia estipuló la obligación de establecer distritos en todas las repúblicas, con excepción de Montenegro, y que las provincias autónomas de Voivodina y Kosovo y Metohija no se dividirían en distritos. Sin embargo, los distritos también tuvieron una vida efímera, pues desaparecieron en 1951.
Antes de 1955, existían hasta 338 distritos (incluyendo ciudades), tras lo cual su número se redujo a 107 por regulaciones republicanas. Su número continuó disminuyendo, hasta llegar a 91 a finales de 1958. Para el 1 de enero de 1960, eran 75. Esta disminución se debió a decisiones republicanas, por lo que en la República Socialista de Montenegro se abolieron todos los distritos en 1957, y posteriormente en la Provincia Autónoma de Kosovo y Metohija el 31 de diciembre de 1959. En la Provincia Autónoma de Voivodina, al mismo tiempo, solo se conservaron seis distritos. El resto de los distritos fueron desapareciendo gradualmente entre 1963 y 1967. En las repúblicas de Macedonia y Eslovenia, así como en la Provincia Autónoma de  Vojvodina, había 1965 distritos, en la RS de Bosnia y Herzegovina había 1966, y en las RS de Croacia y Serbia había 1967.
Los distritos fueron reemplazados en 1974 por comunidades municipales, o comunidades regionales intermunicipales.